# Lopeník
Lopeník är en ort i Tjeckien.   Den ligger i distriktet Okres Uherské Hradiště och regionen Zlín, i den östra delen av landet, 280 km sydost om huvudstaden Prag. Lopeník ligger 582 meter över havet och antalet invånare är 191.
Terrängen runt Lopeník är huvudsakligen kuperad, men åt nordväst är den platt. Runt Lopeník är det ganska tätbefolkat, med 58 invånare per kvadratkilometer. Närmaste större samhälle är Uherský Brod, 13,7 km nordväst om Lopeník. Omgivningarna runt Lopeník är en mosaik av jordbruksmark och naturlig växtlighet.